# William Parsons Rosse
William Parsons lord Rosse, tretji Rosseški grof, PRS, irski astronom, * 17. junij 1800, York, Anglija, † 31. oktober 1867, Monkstown, County Cork, Irska.

## Življenje in delo
Kot član plemiške družine je Parsons diplomiral leta 1822 na Univerzi v Oxfordu. Nato je bil 12 let v parlamentu in leta 1841 nasledil grofijo svojega očeta. Leta 1845 ga je Irska izbrala za predstavnika v zgornjem domu.
Bil je obseden od želje, da bi zgradil velikanski zrcalni daljnogled. Ukvarjal se je s problemom izboljšanja konstrukcije ogledala v zrcalnih daljnogledih in odkril način kako se izogniti pokanju zaradi mrazu. Naučil se je polirati kovinska zrcala in je od leta 1827 še dolgo delal na tem. Najprej je zbrusil zrcalo s premerom 36 palcev (914 mm).
Leta 1845 je konstruiral 72 palčni (1830 mm) zrcalni daljnogled blizu Allenskega močvirja v Birru (tedaj Parsonstown), grofija County Offaly v Irski, ki so ga imenovali parsonstownski Leviatan. Menda ga je stal 30.000 funtov. Delo je bilo smešno, ker so bile vremenske razmere na njegovem posestvu tako slabe, da je bilo komaj kdaj mogoče uporabljati nerodni inštrument. Za njegov pogon so bili potrebni štirje. Kljub temu je opravil z njim nekaj pomembnih opazovanj. Ta njegov 1.830 mm velik daljnogled je pokazal, da ima mnogo, takrat imenovanih belih meglic, spiralno zgradbo. Zanje se je kasneje pokazalo, da so tako kot naša Galaksija neodvisne galaksije, oddaljene milijone svetlobnih let. Prve je opazil že istega leta, do leta 1850 pa jih je opazil že 14.
Opazoval je tudi nepravilni megleni oblaček, ki ga je Messier označil z M1. Rosseu se je zdel podoben rakovici in ga je leta 1848 imenoval Rakova meglica ali Rakovica, ki ga ima še danes, in je ostanek supernove iz leta 1054. Tega leta so ga izvolili v Kraljevo družbo. V posameznih spiralnih meglicah mu je uspelo določiti skupine zvezd.
Odkril je več dvojnih in trojnih zvezd. Leta 1908 je dal njegov vnuk razstaviti njegov veliki daljnogled, ker je postal trhel in nevaren. Daljnogled pravzaprav ni veliko pomenil, morda le to, da je Rosse v njem videl smisel svojega življenja.
Njegov najmlajši sin Charles Algernon Parsons je bil uspešni inženir.

## Priznanja
Med letoma 1848 in 1856 je bil predsednik Kraljeve družbe.

### Nagrade
Lord Rosse je leta 1851 za svoja opazovanja meglic, objavljena v Philosophical Transactions leta 1850, prejel kraljevo medaljo Kraljeve družbe.

### Poimenovanja
Po njem se imenuje udarni krater Rosse na Luni.